# Севдана (албум)
 Тази статия е за албума на Лили Иванова.  За композицията на Георги Златев-Черкин, вижте Севдана.  
 За името вижте Севда.  
„Севдана“ е студиен албум на певицата Лили Иванова, издаден през 2019 година от „ЛИ1 ЕООД“, записан на два компактдиска и дългосвиреща грамофонна плоча с каталожен номер 57944. Любопитна подробност е, че музиката на заглавната песен „Севдана“ е от Георги Златев-Черкин, написана като пиесата за цигулка и пиано през 1944 г. и адаптирана от Живко Петров през 2019 г. Албумът съдържа и хитови песни: „Бялата птица“, „Камино“, „Ръцете ти“, „Хазарт“, „За тебе бях“, „Невероятно“, „Стрелките се въртят“, „Какво си ти“, „Чудо“, „Този свят е жена“, като само „Ръцете ти“ е в оригинален аранжимент от времето, когато е записвана в „Балкантон“, останалите са преаранжирани в нова версия. В периода 1989 – 2019 г. Лили Иванова не е записвала свой албум на грамофонна плоча.

## Екип
- Записите са реализирани в студио „Studio Ray“ от Ангел Попов и „Sofia Session Studio“ от Пламен Пенчев.
- Смесване и мастеринг: Пламен Пенчев, „Sofia Session Studio“
- Фотограф: Васил Къркеланов
- Графичен дизайн и оформление: Ина Янева